# Lésigny (Vienne)
Lésigny ist eine französische Gemeinde mit 525 Einwohnern (Stand: 1. Januar 2022) im Département Vienne in der Region Nouvelle-Aquitaine (vor 2016: Poitou-Charentes); sie gehört zum Arrondissement Châtellerault und zum Kanton Châtellerault-3 (bis 2015: Kanton Pleumartin). Die Einwohner werden Lésinois genannt.

## Lage
Lésigny liegt etwa 22 Kilometer ostnordöstlich von Châtellerault an der Creuse, in die hier der Zufluss Luire einmündet. Nachbargemeinden von Lésigny sind Mairé im Norden und Nordwesten, Barrou im Norden und Nordosten, Chambon im Osten, Yzeures-sur-Creuse im Südosten, La Roche-Posay im Süden sowie Coussay-les-Bois im Süden und Westen.

## Bevölkerungsentwicklung
| Jahr                       | 1962 | 1968 | 1975 | 1982 | 1990 | 1999 | 2006 | 2018 |
| Einwohner                  | 536  | 531  | 431  | 471  | 516  | 520  | 532  | 532  |
| Quellen: Cassini und INSEE |      |      |      |      |      |      |      |      |

## Sehenswürdigkeiten
- Kirche Saint-Hilaire aus dem 19. Jahrhundert

## Gemeindepartnerschaft
Mit der französischen Gemeinde Bibiche im Département Moselle besteht eine Partnerschaft.